# Jerry Bock
Jerry Bock   (New Haven, 23 de novembre de 1928 - Mount Kisco, 3 de novembre de 2010) fou un compositor nord-americà de teatre musical. Va rebre el premi Tony al millor musical i el premi Pulitzer de drama amb Sheldon Harnick pel seu musical Fiorello de 1959! i el compositor i lletrista del musical Fiddler on the Roof de 1964 amb Sheldon Harnick.

## Biografia
Nascut a New Haven, Connecticut i criat a Flushing, Queens, Nova York, Bock va estudiar el piano de petit. Mentre estudiava a la Universitat de Wisconsin – Madison, va escriure el musical Big As Life, que va recórrer l'estat i va gaudir d'una carrera a Chicago. Després de la seva graduació, va passar tres estius al "Tamiment Playhouse de Poconos" i va escriure per a revistes televisives primerenques amb el lletrista Larry Holofcener.

## Carrera
Bock va debutar a Broadway el 1955 quan ell i Lawrence Holofcener van contribuir amb cançons a Catch a Star. L'any següent, el duet va col·laborar en el musical Mr. Wonderful, dissenyat per a Sammy Davis Jr., després del qual van treballar en Ziegfeld Follies de 1956, que va tancar fora de la ciutat.
Poc després, Bock es va trobar amb el lletrista Sheldon Harnick, amb qui va forjar una reeixida col·laboració. Tot i que la seva primera empresa conjunta, The Body Beautiful, no va aconseguir encantar la crítica, malgrat tot la seva puntuació va cridar l'atenció del director George Abbott i del productor Hal Prince. Van contractar l'equip per escriure una biografia musical de l'exalcalde de Nova York, Fiorello La Guardia. Fiorello! (1959) va guanyar per Bock i Harnick el Premi de Millor Musical de la crítica teatral de Nova York, el premi Tony al millor musical (vinculat amb l'equip de The Sound of Music) i el premi Pulitzer de drama.
Les col·laboracions addicionals de Bock amb Harnick inclouen Tenderloin (1960), Man in the Moon (1963), She Loves Me (1963), Fiddler on the Roof (1964), The Apple Tree (1966) i The Rothschilds (1970), com a contribucions a Never Too Late (1962), Baker Street (1965), Her First Roman (1968) i The Madwoman of Central Park West (1979). Fiddler on the Roof va incloure la cançó d'èxit "If I Were a Rich Man".
Fundat el 1997, el premi Jerry Bock a l'Excel·lència en Teatre Musical és una subvenció anual presentada al compositor i lletrista d'un projecte desenvolupat al Taller de Teatre Musical BMI Lehman Engel.
Bock va parlar en el funeral del dramaturg Joseph Stein, de 98 anys, amb només deu dies abans de la seva pròpia mort, a causa d'una insuficiència cardíaca a l'edat de 81 anys, menys de tres setmanes abans del seu 82è aniversari.

## Awards and nominations
| Any  | Premi                                | Categoria                                                     | Treball                | Resultat  |
| ---- | ------------------------------------ | ------------------------------------------------------------- | ---------------------- | --------- |
| 1960 | New York Drama Critics' Circle Award | Millor Musical                                                | Fiorello!              | Guanyador |
| 1960 | Premi Tony                           | Millor Musical                                                | Guanyador              |           |
| 1960 | Premi Pulitzer                       | Drama                                                         | Guanyador              |           |
| 1964 | Premi Grammy                         | Millor puntuació d'un àlbum original en format de repartiment | Ella m'estima          | Guanyador |
| 1965 | Premi Tony                           | Millor Composició i Lyrics                                    | Fiddler on the Roof    | Guanyador |
| 1965 | New York Drama Critics' Circle Award | Millor Musical                                                | Fiddler on the Roof    | Guanyador |
| 1967 | Premi Tony                           | Millor Composició i Lyrics                                    | El pomer               | Nominat   |
| 1971 | Premi Tony                           | Millor puntuació original                                     | The Rothschilds        | Nominat   |
| 2010 | Daytime Emmy Award                   | Cançó original destacada - Animació infantil i animada        | Mascotes meravelloses! | Guanyador |